# 곤고산
곤고산(일본어: 金剛山, こんごうさん/こんごうざん)은 일본 긴키 지방 오사카부의 센슈 지방에 있는 1125 m 높이의 산이다. 야마토 가쓰라기산 주변에 있다. 나라현 고세시와 오사카부 미나미카와치군 지하야아카사카촌과의 경계선에 위치한다.
곤고이코마기센 국정공원 내에 위치한다. 일본에서 유수한 등산자 수를 자랑해 그 등산자 수는 후지산과 맞설 정도이다.

## 같이 보기
- 바즈라